# Primitivi del futuro
Primitivi del futuro è il sesto album in studio del gruppo musicale italiano Tre Allegri Ragazzi Morti, pubblicato nel 2010 dal La Tempesta Dischi.

## Descrizione
Con questo album il gruppo introduce sonorità dub e reggae, mentre i testi si rivolgono ad un pubblico più adulto. Il cambiamento di sonorità è dovuto ad un viaggio intrapreso da Davide Toffolo (voce e chitarra del gruppo) nell'Europa Settentrionale sino ad arrivare alla città di Murmansk. In questa cittadina è presente un gruppo reggae e Toffolo ha dichiarato che «se possono suonare reggae loro, forse lo possiamo fare anche noi», riferendosi non alle capacità del gruppo ma alla posizione geografica insolita per chi suona reggae.
Nelle esibizioni live successive alla pubblicazione di Primitivi del futuro, va segnalata una sostanziosa introduzione (riguardante alcuni brani di "Mondo Naif"). In particolare, attorno alla metà del concerto, in un unico pezzo concept, quattro o cinque vecchi brani vengono cantati sulle nuove sonorità che, oramai, sono parte consolidata, fondamentale ed integrante del trio pordenonese, nonostante le origini siano quelle del rock'n'roll e punk.
Come ha affermato lo stesso Toffolo in un'intervista l'album si ispira alle idee primitiviste di John Zerzan.
La copertina è stata disegnata da Toffolo, mentre le illustrazioni del booklet sono state curate da Alessandro Baronciani.

## Tracce
1. La ballata delle ossa – 3:52
2. Mina – 3:49
3. Puoi dirlo a tutti – 3:42
4. So che presto finirà – 3:13
5. L'ultima rivolta nel quartiere Villanova non ha fatto feriti – 2:37
6. La Cattedrale di Palermo – 4:04
7. La faccia della luna – 3:07
8. Questo è il ritorno di Gianni Boy – 4:00
9. Codalunga – 2:40
10. Rifare – 3:38
11. Primitivi del futuro – 4:27

## Formazione
- Davide Toffolo – voce, chitarra
- Enrico Molteni – basso
- Luca Masseroni – batteria

## Classifiche
| Classifica | Posizione massima |
| Italia     | 52                |